# Ngôn ngữ học thần kinh
Ngôn ngữ học thần kinh là khoa học nghiên cứu về các cơ chế thần kinh bên trong não người đảm trách các chức năng như thông hiểu, sản xuất, và thụ đắc ngôn ngữ. Liên ngành này áp dụng các phương pháp và lý thuyết từ nhiều lĩnh vực khác nhau, chẳng hạn như khoa học thần kinh, ngôn ngữ học, khoa học tri nhận, nghiên cứu rối loạn giao tiếp và tâm lý học thần kinh. Các nhà ngôn ngữ học thần kinh nghiên cứu các cơ chế sinh lý đảm trách việc xử lý thông tin ngôn ngữ trong não bộ, cũng như đánh giá tính chính xác của các lý thuyết thần kinh học và ngôn ngữ học, vận dụng các kĩ thuật lấy từ chuyên khoa nghiên cứu rối loạn ngôn ngữ, chụp ảnh thần kinh, điện sinh lý học, và mô phỏng máy tính.